# Dengeki G's Magazine
Dengeki G's Magazine error: {{nihongo}}: Cal text en japonès o romaji (help) és una revista japonesa publicada per ASCII Media Works (originalment MediaWorks) i es ven mensualment en el dia trenta del mes. Primordialment conté informació sobre jocs bishōjo, però també té una secció completa dedicada a jocs bishojo basats en animes, i serialitza manga i novel·les lleugeres basades en dits jocs. El "G's" en el títol és per: "Gals" i "Games".